# (85878) Guzik
(85878) Guzik est un astéroïde de la ceinture principale.

## Description
(85878) Guzik est un astéroïde de la ceinture principale. Il fut découvert le 13 février 1999 à Bâton-Rouge par Walter R. Cooney, Jr. et Ethan Kandler. Il présente une orbite caractérisée par un demi-grand axe de 2,34 UA, une excentricité de 0,12 et une inclinaison de 6,7° par rapport à l'écliptique.

## Compléments